# 1er corps (Royaume-Uni)
Pour les articles homonymes, voir 1er corps d'armée.
Le 1er corps britannique est une unité militaire du Royaume-Uni, plus spécifiquement un corps de commandement de l'armée de terre britannique (British Army). Ce corps d'armée a existé comme une formation active de la British Army durant 80 ans, la plus longue période d'activité pour un corps de cette armée.

## Guerres napoléoniennes
Le duc de Wellington assembla les forces coalisées en un premier corps commandé par le prince d'Orange lors de la bataille de Waterloo car les troupes étaient très hétérogènes tant pour la provenance que pour l'expérience. Il voulait donc encadrer les Hanovriens, les Belges et les Danois par les troupes de métier qu'étaient la 1re division britannique (garde).

## Dissolution
Entre-temps le 1er corps n'apparaît plus que dans les textes (prévision de mobilisation de 1876 basé à Colchester, 1881, 1891), pour participer au BEF à partir de 1907 puis lors de manœuvres en 1913.

## Première Guerre mondiale
Pendant la Première Guerre mondiale, il faisait partie de l'originel Corps expéditionnaire britannique, sous le commandement de Sir Douglas Haig, et resta sur le front de l'Ouest durant toute la guerre. Il a combattu à la bataille de Mons en 1914, à la seconde bataille de l'Artois au printemps 1915 et aux côtés du Corps canadien à la bataille de la cote 70, comme dans beaucoup d'autres grandes batailles de la Première Guerre mondiale.

### Commandants
- Douglas Haig, lors de la bataille de Mons ;
- Charles Monro, en 1914 ;
- Sir Arthur Holland (en), pendant la seconde bataille de l'Artois.

## Seconde Guerre mondiale
Pendant la Seconde Guerre mondiale, le 1er corps était encore assigné au Corps expéditionnaire britannique où il était commandé par le général John Dill puis par le lieutenant-general Barker à partir d'avril 1940. En mai 1940, après l'enfoncement des lignes alliées, il fut obligé de se replier avec le Corps expéditionnaire britannique à Dunkerque. Là, on lui donna l'ordre de former l'arrière-garde et de couvrir l'évacuation. Mais Bernard Montgomery, le commandant du 2e Corps, prévint le commandant Lord Gort que Barker ne convenait pas pour cette tache et il conseilla le général Harold Alexander de la 1re division pour le remplacer. Gort suivit son conseil et l'essentiel du 1er Corps fut évacué. Le 1er Corps est alors resté au Royaume-Uni jusqu'aux débarquements en Normandie pour la bataille de Normandie, où, aux côtés du 30e Corps, il fut le fer de lance de la Seconde Armée du 21e Groupe d'armées britannique. Après avoir combattu pendant deux mois autour de Caen, le corps fut placé sous le commandement de la 1re Armée canadienne le 1er août 1944 pour le reste de la campagne de Normandie et les opérations ultérieures au Benelux et en Allemagne jusqu'au 1er avril 1945. Le 1er corps prit ensuite le contrôle administratif et logistique du 21e Groupe d'armées autour du port d'Anvers, en Belgique, jusqu'à la fin de la guerre. Pendant la campagne d'Europe du Nord-Ouest, il était sous le commandement du lieutenant-général John Crocker.

### Composition du1ercorpspendant la Seconde Guerre mondiale
1939-1940 (France)
1944
- Au 6 juin 1944
  - 3e division d'infanterie
  - 3e division d'infanterie canadienne
  - 6e division aéroportée
- Au 7 juillet 1944
  - 3e division d'infanterie
  - 51e division d'infanterie (Highland)
  - 59e division d'infanterie (Staffordshire) (en)
  - 3e division d'infanterie canadienne
  - 6e division aéroportée
- Au 1er août 1944 (fait partie de la 1re Armée canadienne)
  - 51e division d'infanterie (Highland)
  - 6e division aéroportée (retourne au Royaume-Uni le 3 septembre 1944)
  - 49e division d'infanterie (West Riding)

## Armée britannique du Rhin

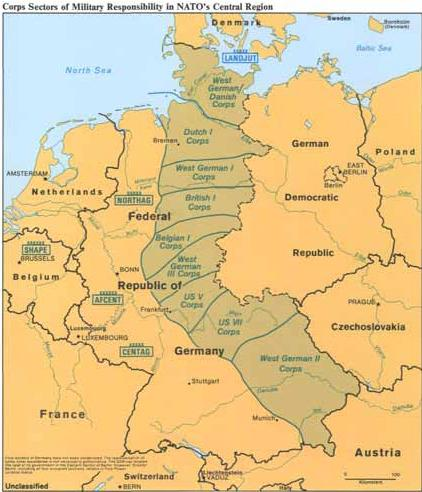
Secteur de responsabilité des corps d'armées de l'OTAN en Allemagne de l'Ouest depuis le retrait de la France du commandement intégré.

Après la défaite de l'Allemagne, le 21e Groupe d'armée devient l'Armée britannique du Rhin (en anglais British Army of the Rhine [BAOR]) et le 1er corps fut transformé en corps de district, avec un rôle plus administratif que de combat. Il fut dissous en 1947.
Néanmoins, en octobre 1951, le Corps a été réactivé pour devenir le principal élément de combat de la BAOR, avec ses quartiers généraux à Bielefeld. En mars 1952, après la réactivation de la 6e division blindée (en), ses éléments de formation étaient :
- 2e division d'infanterie ;
- 6e division blindée (en) ;
- 7e division blindée ;
- 11e division blindée.

Était compris dans ce corps la contribution du Canada aux forces de terrain de l'OTAN en Allemagne à partir de 1951. Une brigade mécanisée canadienne continua à appartenir à la BAOR jusqu'à 1970 (27 Canadian Infantry Brigade de 1951 à 1953, 1 Canadian Infantry Brigade Group d'octobre 1953 à 1955, 4 Canadian Infantry Brigade Group de 1955 à 1970).
À la création du Northern Army Group (NORTHAG), il devient un des quatre corps d'armées mit à sa disposition. Dans une réorganisation en 1958-60, le corps était formé de trois divisions mêlant infanterie et blindées, incluant cinq brigades, qui furent en 1965 réunies en trois divisions centralisées. Avec la fin du service national, les effectifs de la BAOR baissèrent de 77 000 à 55 000.
À la fin des années 1970, le corps a été réorganisé en quatre légères divisions blindées plus une brigade d'infanterie « Force de terrain ». Il comprenait alors :
- 1re division blindée ;
- 2e division blindée ;
- 3e division blindée ;
- 4e division blindée ;
- 5e force de terrain.

Suivant la réorganisation de 1981-83, le corps était composé de la 1re et de la 4e division blindée, qui auraient armées la ligne de front contre les éventuelles attaques de la 3e armée de choc soviétique, avec, dans le détail, un rôle de réserve attribuée à la 3e division blindée et finalement à la 2e division d'infanterie qui avaient pour tâche la sécurité des zones arrière.
- 1re division blindée
  - 7e brigade blindée
  - 12e brigade blindée (en)
  - 22e brigade blindée
- 3e division blindée (QG caserne de St. Sebastian, Soest)
  - 4e brigade blindée
  - 6e brigade blindée (en)
  - 7e brigade d'infanterie (au Royaume-Uni)
- 4e division blindée
  - 11e brigade blindée (en)
  - 20e brigade blindée (en)
  - 33e brigade blindée
- 4e division d'infanterie
  - 15e brigade d'infanterie (en)
  - 24e brigade d'infanterie
  - 49e brigade d'infanterie (en)
- Division d'artillerie (QG caserne de Ripon, Bielefeld)

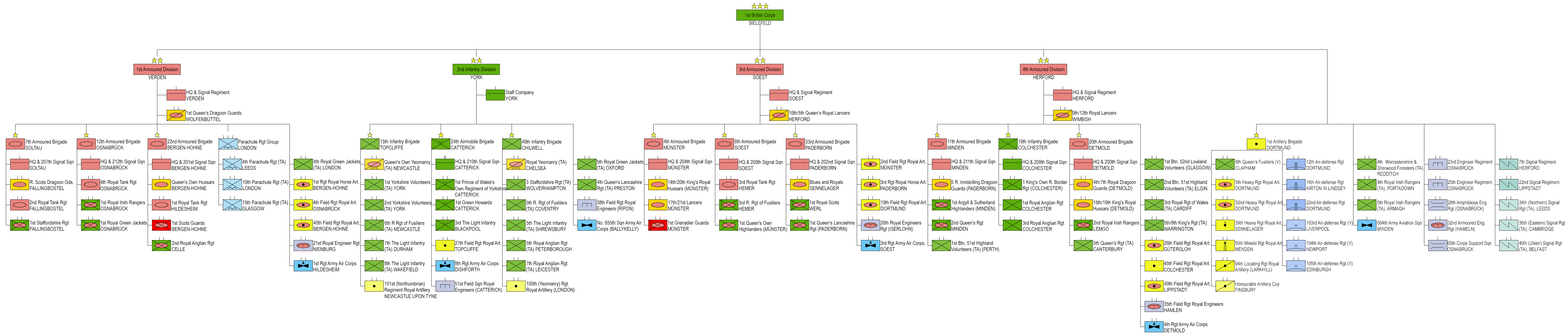
Structure du 1er corps d'armée britannique en 1989.

Avec la fin de la guerre froide, le 1er corps fut reclassé en 1992 comme un corps de réaction rapide de l'OTAN sous la SACEUR (Supreme Allied Commander Europe) et renommé comme Corps de commandement allié des corps de réaction rapide (en anglais Headquarters Allied Command Europe Rapid Reaction Corps [HQ AARC]). Il a été déplacé à Rheindahlen en 1994.

## Officiers généraux de commandement
Cette liste est incomplète
- General Sir Redvers Buller[5], (1901)
- Lieutenant-General Sir Henry Hildyard (en), temporary[6], (1901)
- Lieutenant-General Sir John French[7], (1902)
- Lieutenant-General Sir D. Haig, (1914)
- Lieutenant-General Sir Charles Monro, (1914)
- Lieutenant-General Sir H. de la P. Gough, (1915)
- Lieutenant-General Sir Arthur Holland (en), (1917)
- General Sir John Dill, (1939-1940)
- Lieutenant-General Michael Barker (en), (1940)
- Lieutenant-General Harold Alexander, (1940)
- Lieutenant-General Laurence Carr (en), (1940-1941)
- Lieutenant-General Henry Willcox (en), (1941-1942)
- Lieutenant-General Frederick Morgan, (1942-1943)
- Lieutenant-General Stanley Savige, (1943-1944)
- Lieutenant-General John Crocker, (1944-1945)
- Lieutenant-General Sidney Kirkman (en), (1945)
- Lieutenant-General Gwilym Ivor Thomas, (1945-1947)
- Lieutenant-General Alfred Dudley Ward, (1951-1952)
- Lieutenant-General Sir James Cassels (en), (1953-1954)
- Lieutenant-General Richard Elton Goodwin (en), (1963-1966)
- Lieutenant-General Mervyn Butler (en), (1968-1970)
- Lieutenant-General Sir John Sharp (en), (1970-1971)
- Lieutenant-General Roland Gibbs (en), (1972-1974)
- Lieutenant-General Jack Harman (en), (1974-1976)
- Lieutenant-General Richard Worsley (en), (1976-1978)
- Lieutenant-General Nigel Bagnall (en), (1980-1983)
- Lieutenant-General Brian Kenny (en), (1985-1987)
- Lieutenant-General Sir P.A. Inge, (1987-1989)
- Lieutenant-General Charles Guthrie, (1989-1991)
- Lieutenant-General Jeremy Mackenzie (en), (1991-1992)